# Isn't She Great
Isn't She Great (bra: Ela É Inesquecível) é um filme teuto-canado-nipo-britano-estadunidense de 2000, do gênero comédia dramático-biográfica, realizado por Andrew Bergman.

## Resumo
Jacqueline Susann (Bette Midler) era uma actriz fracassada. Na verdade tudo o que ela fazia não lhe dava projecção, mas a sua vida mudou drasticamente ao conhecer Irving Mansfield (Nathan Lane), que se tornou seu empresário e marido.
Jacqueline conseguiu o almejado sucesso como escritora, sendo que inicialmente "O Vale das Bonecas" foi recusado pelas principais editoras, por ter uma linguagem bem forte para a época, mas a revolução sexual abriu-lhe um grande mercado e lhe proporcionou um enorme sucesso. Paralelamente a isso Jacqueline vivia, sem provocar alarme, duas grandes tragédias: tinha um filho autista e lutava contra um cancro no peito.

## Elenco
- Bette Midler (Jacqueline Susann)
- Nathan Lane (Irving Mansfield)
- Stockard Channing (Florence Maybelle)
- David Hyde Pierce (Michael Hastings)
- John Cleese (Henry Marcus)
- John Larroquette (Maury Manning)
- Amanda Peet (Debbie)
- Terrence Ross (Actor de rádio)
- Jeffrey Ross (Shecky)
- Christopher McDonald (Brad Bradburn)
- Paul Benedict (Prof. Brainiac)
- Dina Spybey (Bambi Madison)
- Pauline Little (Leslie Barnett)

## Prémios e indicações
- Recebeu uma indicação à Framboesa de Ouro, na categoria de de pior actriz (Bette Midler)[carece de fontes?]